# روني هانسن
روني هانسن (بالدنماركية: Ronni Hansen)‏ هو لاعب كرة قدم دنماركي في مركز الوسط، ولد في 30 يونيو 1988 في الدنمارك في مملكة الدنمارك. لعب مع نادي لينغبي ونادي نايستفيد.